# Politiques actives du marché du travail
Les politiques actives du marché du travail, ou « politiques d'activation », ou « programmes actifs du marché du travail » (en anglais, active labour market policies), sont des programmes mis en place par les administrations publiques sur le marché du travail pour encourager les chômeurs à retrouver un emploi ou pour baisser le chômage.
Ces programmes se sont développés tout d’abord dans les pays scandinaves et ont depuis été utilisés au Royaume-Uni (programme « New Deal ») et dans plusieurs États des États-Unis.
Il existe trois principales catégories de politiques :
- La mise en place de services publics de l'emploi ((en) « job centers »), c’est-à-dire des centres d’aide aux chômeurs. Ces centres établissent des listes d’offres d'emploi disponibles et les rendent consultables aux chômeurs. Ils placent les chômeurs dans des programmes de formation si nécessaire et réalisent, dans certains pays, un suivi personnalisé des chômeurs. Dans certains pays, ces centres assurent simultanément le versement des allocations chômage, qu'ils peuvent conditionner à une recherche « effective » d’emploi par les chômeurs, avec l'objectif de limiter le phénomène dit du « chômage volontaire », notion controversée[1].
- la mise en place de formations pour augmenter l’employabilité des chômeurs ;
- le versement de subventions sur une courte durée à des entreprises ou des administrations publiques pour rendre le coût du travail moins cher, en échange de l’embauche de chômeurs, afin de les aider à acquérir une expérience.